# 히가시네무로역
히가시네무로역(일본어: 東根室駅,ひがしねむろえき)은 홋카이도 네무로시에 위치한 홋카이도 여객철도의 철도역이다. 동경 145도 36분 05초에 위치한 일본 최동단 철도역이였다.

## 역 주변
- 항공자위대 네무로 서브베이스

## 같이 보기
- 왓카나이역-최북단
- 사세보역 (JR 최서단)
- 니시오야마역(JR 최남단)
- 아카미네 역(일본최남단)
- 나하 공항역(일본최서단)